# Chinadorai Deshmutu
Chinadorai Deshmutu (26. kolovoza 1932.) je bivši indijski hokejaš na travi. Bio je vratarom indijskog predstavništva.
Na hokejaškom turniru na Olimpijskim igrama 1952. u Helsinkiju igrajući za Indiju je osvojio zlato. Odigrao je jedan susret na turniru.

## Vanjske poveznice
- Profil na Database Olympics